# Roupala spicata
Roupala spicata är en tvåhjärtbladig växtart som beskrevs av Charles Baehni. Roupala spicata ingår i släktet Roupala och familjen Proteaceae. Inga underarter finns listade i Catalogue of Life.